# إيفا شوبرت
إيفا شوبرت (بالمجرية: Schubert Éva)‏ هي ممثلة مجرية، ولدت في 19 يناير 1931 في بودابست في المجر، وتوفي بنفس المكان في 11 يوليو 2017. من الجوائز التي نالتها جائزة كوشوت ‏ سنة 2013.

## جوائز
- جائزة كوشوت [الإنجليزية]‏ (2013)

## وصلات خارجية
- إيفا شوبرت على موقع IMDb (الإنجليزية)
- إيفا شوبرت على موقع روتن توميتوز (الإنجليزية)
- إيفا شوبرت على موقع ديسكوغز (الإنجليزية)
- إيفا شوبرت على موقع قاعدة بيانات الفيلم (الإنجليزية)